# Episodi de L'ispettore Tibbs (sesta stagione)
La sesta stagione della serie televisiva L'ispettore Tibbs è stata trasmessa in anteprima negli Stati Uniti d'America dalla CBS tra il 28 ottobre 1992 e il 12 maggio 1993.
| nº | Titolo originale        | Titolo italiano | Prima TV USA     | Prima TV Italia |
| -- | ----------------------- | --------------- | ---------------- | --------------- |
| 1  | A Small War (Part 1)    |                 | 28 ottobre 1992  |                 |
| 2  | A Small War (Part 2)    |                 | 4 novembre 1992  |                 |
| 3  | Brother's Keeper        |                 | 11 novembre 1992 |                 |
| 4  | A Frenzied Affair       |                 | 18 novembre 1992 |                 |
| 5  | Discovery               |                 | 18 novembre 1992 |                 |
| 6  | Random's Child          |                 | 25 novembre 1992 |                 |
| 7  | An Occupational Hazard  |                 | 2 dicembre 1992  |                 |
| 8  | Last Rights             |                 | 9 dicembre 1992  |                 |
| 9  | When the Music Stopped  |                 | 16 dicembre 1992 |                 |
| 10 | Flowers from a Lady     |                 | 6 gennaio 1993   |                 |
| 11 | Private Sessions        |                 | 12 gennaio 1993  |                 |
| 12 | Judgment Day            |                 | 20 gennaio 1993  |                 |
| 13 | Falsely Accused         |                 | 3 febbraio 1993  |                 |
| 14 | A Step Removed          |                 | 10 febbraio 1993 |                 |
| 15 | Deadly Affection        |                 | 17 febbraio 1993 |                 |
| 16 | Leftover Man (Part 1)   |                 | 3 marzo 1993     |                 |
| 17 | Leftover Man (Part 2)   |                 | 3 marzo 1993     |                 |
| 18 | A Dish Best Served Cold |                 | 17 marzo 1993    |                 |
| 19 | Legacy                  |                 | 24 marzo 1993    |                 |
| 20 | Even Nice People        |                 | 28 aprile 1993   |                 |
| 21 | Lake Winahatchie        |                 | 5 maggio 1993    |                 |
| 22 | A Correct Settling      |                 | 12 maggio 1993   |                 |